# Mohammed Jaraya
Le texte peut changer fréquemment, n’est peut-être pas à jour et peut manquer de recul. 
Le titre et la description de l'acte concerné reposent sur la qualification juridique retenue lors de la rédaction de l'article et peuvent évoluer en même temps que celle-ci.
Mohammed Jaraya (en arabe : محمد جرايا) né le 13 juin 1996 à Bois-le-Duc aux Pays-Bas est un kick-boxeur néerlando-marocain de poids légers.
Il est le plus jeune kick-boxeur à avoir eu son contrat chez Enfusion à l'âge de seize ans. Il combat 73 fois, remporte 65 combats (36 par KO) et en perd huit. En 2014, il est sacré champion du monde dans la catégorie des poids plumes dans l'organisation Enfusion. En janvier 2018, il signe un contrat chez Glory. Ayant quitté les Pays-Bas en 2019 pour s'installer définitivement à Dubaï, il retourne en décembre 2022 pour préparer son retour sur le ring. 
Le 19 janvier 2023, il est arrêté par les forces spéciales néerlandaises après que des messages PGP aient été décryptés. Mis directement en prison, la justice néerlandaise possède des preuves à l'encontre de Jaraya, l'accusant de trafic de cocaïne de grande envergure dans le monde de la Mocro Maffia. Il est incarcéré dans la prison de Ruremonde jusqu'au 8 septembre 2023, libéré sous conditions.

## Biographie

### Naissance et jeunesse (1996-2015)
Natif de Bois-le-Duc, Jaraya grandit dans sa ville natale au sein d'une famille marocaine. Son père, boucher, est originaire de Dar El Kebdani et sa mère, mère au foyer, de El Aïoun Sidi Mellouk. Âgé seulement de dix ans (2006), il regarde régulièrement les combats de Badr Hari à la télévision. Lors de cette même période, Jaraya se met également au kickboxing en s'inscrivant dans la salle Colosseum Gym situé à Utrecht, dans lequel il intègre les rangs de l'organisation Fighting Talents sous la houlette de l'entraîneur Hicham El Gaoui. Entre sept et douze ans, il pratique également le football. Il combat pour la première fois face à Raoul Postma à l'âge de treize ans.

### Monde professionnel (2014-2019)
Âgé seulement de seize ans et grâce à ses deux entraîneurs Oussama et Hicham El Gaoui, il signe son premier contrat professionnel chez Enfusion. Il remporte son premier titre à l'âge de dix-huit ans chez Enfusion. À Den Bosch, il s'entraine au sparring avec Bilal Loukili et Ilias Bulaid sous la supervision des frères El Gaoui. En 2014, il bat Mohammed Galaoui sur un KO au deuxième round et remporte à l'âge de dix-sept ans le sacre de champion du monde dans la catégorie des poids plumes.
Le 27 février 2016, il se révèle dans le monde international du kick-boxing en réalisant l'un des combats les plus historiques de l'organisation Enfusion face à son compatriote Nordin Ben Moh. Lors de cette édition, il combat Tayfun Ozcan en finale, qui se résulte en une défaite à Eindhoven. Voulant à tout prix sa revanche contre le Turc, le combat est organisé 29 avril 2017 à Anvers. Après un combat sur trois round, la décision du jury décide d'offrir la victoire, une nouvelle fois à Tayfun Ozcan.
En janvier 2018, il signe un contrat de deux ans chez Glory à l'âge de 21 ans,. Lors de l'événement Glory 51, Jaraya fait ses débuts en Glory à l'occasion d'un combat contre Miles Simpson, qu'il remporte. En juillet 2018, il change de salle et de catégories pour combattre deux catégories au dessus. En septembre 2018, il perd un combat sur KO technique contre Murthel Groenhart à Amsterdam. Quelques semaines après ce combat, il retourne dans son ancienne salle de gym et retourne dans la division des poids-plumes. 
A l'occasion de la Main Event du 21 décembre 2019 opposant Badr Hari à Rico Verhoeven, il combat également face à Massaro Glunder, un combat qui finit en une victoire sur décision,. Il est par la suite, aux côtés de Zakaria Zouggary, gracié par le roi Mohammed VI pour ses prouesses sportives sous le drapeau marocain.

### Entrée dans le monde criminel et arrestation (depuis 2020)
Quelques mois après son combat remporté contre Massaro Glunder, Mohammed Jaraya s'installe définitivement à Dubaï aux Émirats arabes unis, s'offrant une villa et réalisant plusieurs photos en yachts, jet-privé, montres et voitures de luxe sur son réseau social Instagram.
Le 26 juillet 2021, la boucherie Jaraya situé sur la Kapelaan Koopmansplein à Bois-le-Duc et appartenant au père de Jaraya est victime d'une explosion à la grenade. Quelques heures après l'explosion, treize maisons du quartier sont évacués par les secouristes et cinq véhicules sont endommagés,. Une deuxième grenade explosive, n'ayant pas explosé, est retrouvée à l'intérieur de la boucherie par les enquêteurs. L'incident n'a fait aucun blessé.
Le 9 février 2022, neuf impactes de balles sont retrouvés sur la portière de la boucherie Jaraya. L'incident a lieu vers 1h du matin. Le jour après l'incident, le bourgmestre de la ville décide de fermer définitivement la boucherie. Un jour plus tard, la salle où s'entraîne Jaraya est victime d'une explosion à la grenade vers 4h30 du matin. 
En août 2022, alors qu'il est en vacances à Tanger au Maroc, il révèle via ses réseaux sociaux avoir prolongé son contrat chez Glory. En décembre, il retourne pour la première fois aux Pays-Bas pour préparer son retour sur le ring de l'événement Glory 83 pour un combat planifié le 11 février 2023 à Essen en Allemagne contre Chris Wunn. 
Le 19 janvier 2023, il est arrêté par la police néerlandaise à Den Bosch et est placé en détention. La presse néerlandaise évoque un conflit au sein du milieu criminel sur une perte de cocaïne au port d'Anvers.  Quelques jours plus tard, l'organisation Glory annonce l'annulation du combat planifié en Allemagne. La justice soupçonne Jaraya de trafic de cocaïne, d'armes blanches et de blanchiment d'argent. Jaraya est défendu par l'avocat Jan-Hein Kuijpers. 
Le 18 juillet 2023, la presse néerlandaise révèle que la justice néerlandaise possède plusieurs preuves de l'activité de Mohammed Jaraya dans le crime organisé. Elle révèle également que Jaraya reste derrière les barreaux de la prison de Ruremonde jusqu'à son procès prévu pour septembre 2023,. Quant au média Panorama, il révèle que Jaraya serait selon la justice néerlandaise un élément sérieux dans le trafic de cocaïne aux Pays-Bas. Le média révèle également les propos de Jaraya au juge dans le tribunal de Bois-le-Duc : « Je vois ma carrière s'éteindre comme une bougie. ». Parmi les messages PGP décryptés et révélés par ce même médias figurent les messages : « J'en ai assez des gros blocs. », « L'autre chien, il a coupé la cocaïne avec du Paracétamol. » ou encore « Je l'ai frappé tellement fort au point où il est à moitié mort. ». Une dizaine d'autres messages ne furent pas révélés.

## Affaires judiciaires
En juin 2018, il est impliqué dans une bagarre mortelle qui finit en fusillade dans la ville de Best. Yassine Majiti, un jeune néerlando-marocain de 33 ans décède. Jaraya écope alors de 200 heures de travaux générale et trois mois d'emprisonnement.

## Musique
En février 2016, le rappeur Lijpe lui concocte le morceau Mootje Jaraya, avec lequel il fait ses entrées sur le ring.